# Église Saint-Martin d'Oltingue
L'église Saint-Martin des champs est un monument historique situé à Oltingue, dans le département français du Haut-Rhin.

## Localisation
Ce bâtiment est situé auf der Au à Oltingue qui se trouve à quelques centaines de mètres du village.

## Historique
La construction de l'église aurait débuté pendant le XIVe siècle et aurait fini durant la première moitié du XVe siècle.
Cette église est l'ancienne église mère d'Oltingue et de trois autres villages qui ont depuis disparu.
L'édifice fait l'objet d'un classement au titre des monuments historiques depuis 1991.